# 高奈ゆか
高奈 ゆか（たかな -）は、日本の女性声優。千葉県出身。主にアダルトゲームで活動中。

## 出演

### アダルトゲーム
- 放課後恋愛クラブ -恋のエチュード-（2003年、園崎 操）
- ELYSION 〜永遠のサンクチュアリ〜（ダイアナ・ハーディ）
- ANGELIUM -ときめきLOVE GOD-（天野 千春 / 天使長）
- いきなりはっぴぃベル（鷺ノ宮 椎子）
- 夏色☆こみゅにけ〜しょん♪（鈴原 麻紀）
- 夜刀姫斬鬼行（水口 綾那）
- 真説 猟奇の檻（零式 真琴）
- 鎖 -クサリ-（綾之部 可憐）
- Tears to Tiara（スィール）
- IZUMO零（イワナガ）
- ぱすてるチャイムContinue（アゼル・アゼリーン）
  - ぱすちゃC++（アゼル・アゼリーン）
- ナイトウィザード 魔法大戦 〜The Peace Plan to Save the World〜（理理=御鶴木=ラファイエット）
- 人妻×人妻3〜ここは人妻マーケット!〜（蓑輪 瞳子）
- しあわせのかたち（死神ちゃん）
- どきどきクローゼット（堤璃 里花）
- みんなでニャンニャン（真珠）
- 人妻コスプレ妄想（鳥飼 美紀）
- どっちが好き?（大島 八重）
- Nestle Closeシリーズ（赤井 朋未）
- 桜待坂Storiesシリーズ（久和島 楓華、宮島 慧、リオン・セニエ）

### アダルトアニメ
- 魔討奇譚ZANKAN（栞）
- 人妻×人妻 ぱ〜と1 〜ここは人妻マーケット!〜（蓑輪 瞳子）
- 放課後～濡れた制服～（早坂 弥生）
- 大悪司（岳画 殺 ／山本 殺）
- 対魔忍アサギ（井河 アサギ）

### テーマソング
- 桜待坂Stories サウンドステージ2 〜Side-K 夏祭の夜空に〜 （「久和島楓華」名義）

## インターネットラジオ

### ゲスト出演
- テリらじ（第48 - 49回）